# پاروویریده
پاروویریده یا خانوادهٔ پاروویروس‌ها (نام علمی: Parvoviridae)، خانواده‌ای از ویروس‌های بیماری‌زای در جانوران است. ژنوم این ویروس‌ها به‌صورت یک دی‌ان‌ای خطی و تک‌رشته‌ای (ssDNA) است. پاروویروس‌ها در مقایسه با اکثر ویروس‌ها کوچک‌تر بوده و قطری معادل ۲۳–۲۸ نانومتر دارند. ژنوم این ویروس‌ها محصور در کپسیدی با آرایش بیست‌وجهی است که دارای یک سطح بیرونی ناهموار است.
پاروویروس‌های بیماری‌زا در جانوران، نخستین بار در دههٔ ۱۹۶۰ کشف شدند. نخستین پاروویروس بیماری‌زا در انسان، با عنوان پاروویروس بی۱۹ در سال ۱۹۷۴ کشف شد. در ابتدا در سال ۱۹۷۱، پاروویروس‌ها به‌عنوان یک سرده طبقه‌بندی شدند اما آن‌ها در سال ۱۹۷۵، به یک خانواده زیست‌شناسی ارتقا یافتند. پاروویروس‌ها نام خود را از کلمه لاتین parvum به‌معنای «کوچکـ» گرفته‌اند، که به کوچک بودن اندازهٔ این ویروس‌ها اشاره دارد.

## ژنوم
پاروویروس‌ها دارای ژنوم دی‌ان‌ای خطی، تک رشته‌ای هستند که طول آن حدود ۴–۶ هزار باز (kb) است.

## ساختار

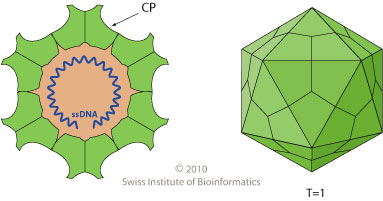
ترسیم شماتیک از یک پاروویروس

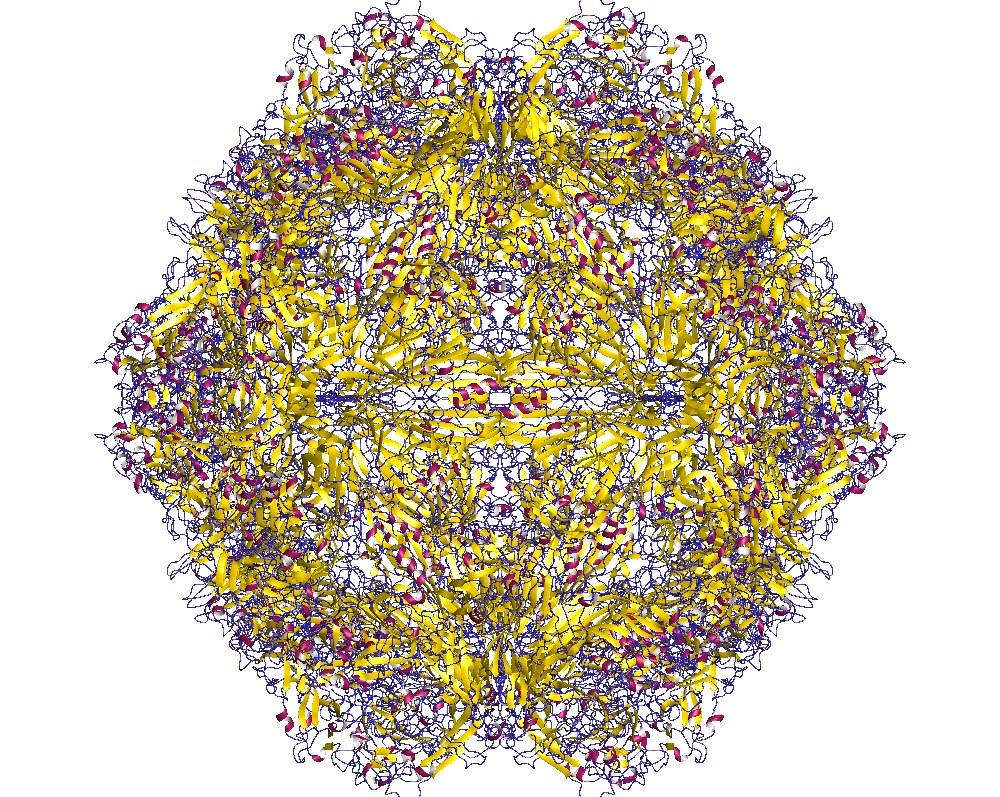
ترسیمی از کپسید پاروویروس سگ که حاوی ۶۰ مونومر پروتئین کپسید است.

قطر پاروویروس‌ها، ۲۳–۲۸ نانومتر است و از یک ژنوم محصور در داخل یک کپسید تشکیل شده‌است که یک بیست‌وجهی با سطحی ناهموار است. کپسید از ۶۰ زنجیره پلی‌پپتیدی ساخته شده‌است.

## بیماری‌زایی

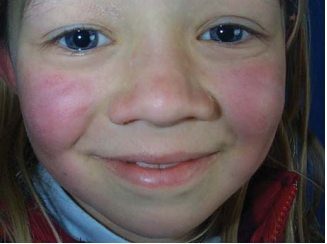
کودک مبتلا به بیماری پنجم

در انسان، برجسته‌ترین ویروس‌هایی که باعث بیماری می‌شوند، پارواویروس بی۱۹ و ویروس بوکاویروس انسانی شماره ۱ است. عفونت بی۱۹ اغلب بدون علامت است اما می‌تواند به روش‌های مختلفی از جمله بیماری پنجم با بثورات پوستی در کودکان، کم‌خونی مداوم در افراد مبتلا به نقص ایمنی و در افرادی که هموگلوبینوپاتی زمینه‌ای دارند، بیماری‌زا باشد. رتیکولوسیتوپنی گذرا، خیز جنینی در زنان باردار و آرتروپاتی ناشی از بوکاویروس انسانی شمارهٔ ۱، یکی از علل شایع عفونت حاد دستگاه تنفسی است، به ویژه در کودکان خردسال، که خس‌خس یکی از علائم رایج این عفونت است. پاروویروس‌های دیگر مرتبط با بیماری‌های مختلف در انسان شامل پاروویروس انسانی ۴ و بوفاویروس انسانی است.
پاروویروس‌های بیماری‌زا برای جانوران گوشت‌خوار در سرده پروتوپاروویروس هستند و بر خلاف پاروویروس‌های انسانی، خطرناک و گاهی کشنده‌اند. پاروویروس سگباعث ایجاد بیماری شدید در سگ‌ها می‌شود که شایع‌ترین علامت آن آنتریت خونریزی دهنده است، این بیماری در ۷۰٪ از توله سگ‌های مبتلا شده، باعث مرگ و میر می‌شود اما این بیماری معمولاً در کمتر از ۱٪ از سگ‌های بالغ مبتلا، کشنده است. پنلوکوپنی، یا پاروویروس گربه‌سانان ویروسی مشابه پاروویروس سگ است. این ویروس، باعث عوارض شدیدی در گربه‌ها می‌شود. پاروویروس خوک‌ها، از دلایل اصلی ناباروری در خوک‌ها بوده و این عفونت، اغلب منجر به مرگ جنین می‌شود.

## طبقه‌بندی
خانواده ویروسی پاروویریده، تنها خانواده در راسته پیکوویرالس است و پیکوویرالس نیز تنها راسته در رده کویینتوویریستس (Quintoviricetes) است. پاروویریده دارای سه زیرخانواده، ۲۶ سرده و ۱۲۶ گونه شناسایی شده تا سال ۲۰۲۰ است.
- دنسوویرینه (۱۱ سرده، ۲۱ گونه)

Aquambidensovirus (3 گونه)
Blattambidensovirus (1 گونه)
Diciambidensovirus (1 گونه)
Hemiambidensovirus (2 گونه)
Iteradensovirus (5 گونه)
Miniambidensovirus (1 گونه)
Muscodensovirus (1 گونه)
Pefuambidensovirus (1 گونه)
Protoambidensovirus (2 گونه)
Scindoambidensovirus (3 گونه)
Tetuambidensovirus (1 گونه)
- هاماپاروویرینه (۵ سرده، ۲۱ گونه)

Brevihamaparvovirus (2 گونه)
Chaphamaparvovirus (16 گونه)
Hepanhamaparvovirus (1 گونه)
Ichthamaparvovirus (1 گونه)
Penstylhamaparvovirus (1 گونه)
- پاروویرینه (۱۰ سرده، ۸۴ گونه)

Amdoparvovirus (5 گونه)
Artiparvovirus (1 گونه)
Aveparvovirus (3 گونه)
Bocaparvovirus (28 گونه)
Copiparvovirus (7 گونه)
Dependoparvovirus (11 گونه)
Erythroparvovirus (7 گونه)
Loriparvovirus (1 گونه)
Protoparvovirus (15 گونه)
Tetraparvovirus (6 گونه)